# Thierry Plas
Thierry Patrick Plas (1959) is een Belgisch gitarist, sessiemuzikant en producer, vooral bekend als lid van de Waalse rockgroep Machiavel. 

## Biografie
Hij studeerde gitaar en fotografie en behoort tot de meest gerespecteerde gitaristen in België. 

### Machiavel (1980-heden)
In 1980 werd de leadgitarist Jean Paul Devaux van Machiavel vervangen door Thierry. Zijn komst resulteerde in een andere sound en in het succesvolle album New Lines, een productie van Dany Lademacher. De single “Fly” werd een grote hit in Wallonië én, voor het eerst ook, in Vlaanderen. De succesvolle periode was van korte duur door enkele tegenslagen. Zo werd in 1982 het instrumentarium van de band gestolen tijdens de Amerikaanse tournee van Alice Cooper, waarvoor Machiavel het voorprogramma verzorgde. Hun album Break Out (1981), opgenomen met Derek Lawrence (bekend als producer van Deep Purple en Wishbone Ash), was een minder groot succes dan New Lines, maar ging wel gepaard met een hoog kostenplaatje. Door de financiële tegenslagen hield Machiavel het enkele jaren voor bekeken. In 2010 stapte Thierry uit de groep en werd vervangen door Christophe Pons.

### Sessiemuzikant
In de jaren tachtig en negentig fungeerde Thierry Plas regelmatig als sessiemuzikant voor onder meer Vaya Con Dios, Pierre Rapsat, Dirk Blanchart, Beverly Jo Scott, Vladimir Cosma en Billy Preston. Hij maakte ook deel uit van The Responsibles (met Patrick Riguelle) waarvan in 1995 het album "Every Germ Is Sacred" werd uitgebracht. The Responsibles verzorgde ook het voorprogramma voor de optredens van Jimmy Page en Robert Plant in Brussel, Rotterdam en Keulen. Onder het pseudoniem ‘Michel Vaillant’, deelde Plas mee in enkele hiphop-successen. In 1987 deed Machiavel een geslaagde comeback en werden er opnieuw enkele nieuwe platen uitgebracht.

### Zoo Music & Sound Design
Sinds 1992 componeert en produceert hij samen met Philippe Blondeau muziek voor de film- en reclame-industrie in zijn eigen opnamestudio Zoo Music & Sound Design. Zo schreef hij de muziek voor de recentste Coca-Cola-reclamespots voor Rusland en Oekraïne. Thierry Plas is ook de producer van de radiojingles van de RTBF-radiozender Classic 21. Hij produceerde artiesten als Leyna Ash, Brandthoudt en Sticks’n’Stones. 

### Purple Prose
In 1999 richtte hij samen met Marc Ysaye en zijn toenmalige vriendin Dani Klein de groep Purple Prose op. Dat jaar verscheen “13 songs by Purple Prose”, het enige album van de bluesgroep tot op heden. Het album haalde, zonder promotie, een 39ste plaats in de Vlaamse Ultratop. De single ‘Who Wants To Be Lonely’ werd in 2001 heruitgebracht op een verzamelaar van Machiavel. In 2004 was hij co-producer van het album “The Promise” van Vaya Con Dios en speelde hij gitaar op enkele tracks van dat album.

### The Tailors Of Panama
Sinds 2011 zit Thierry namelijk ook in de band The Tailors Of Panama.

### The Belgian Beatles Society
Thierry Plas zit in 'de raad van advies' van 'The Belgian Beatles Society'. Hierin zitten alle Belgische professionals van de muziekwereld en de media. In deze raad zitten ook nog Jan Hautekiet, Dan Lakcsman, Alain Pire en Marc Ysaye. Ze besteden hun kostbare tijd aan het ondersteunen en begeleiden van het Core Team, die verenigingen en activiteiten organiseert.